# Азербайджан на зимових Олімпійських іграх 2022
Азербайджан взяв участь у зимових Олімпійських іграх 2022, що тривали з 4 до 20 лютого 2022 року в Пекіні (Китай).

## Учасники
| Спорт           | Чоловіки | Жінки | Всього |
| --------------- | -------- | ----- | ------ |
| Фігурне катання | 1        | 1     | 2      |
| Всього          | 1        | 1     | 2      |

## Фігурне катання
На чемпіонаті світу з фігурного катання 2021 в Стокгольмі (Швеція) Азербайджан здобув одну квоту в жіночому одиночному катанні та одну в чоловічому одиночному катанні на CS Nebelhorn.
| Спортсмени          | Змагання | Коротка програма/ оригінальний танець | Коротка програма/ оригінальний танець | Довільна програма/ довільний танець | Довільна програма/ довільний танець | Усього    | Усього |
| Спортсмени          | Змагання | Результат                             | Місце                                 | Результат                           | Місце                               | Результат | Місце  |
| ------------------- | -------- | ------------------------------------- | ------------------------------------- | ----------------------------------- | ----------------------------------- | --------- | ------ |
| Володимир Литвинцев | Чоловіки | 84.15                                 | 18 Q                                  | 155.04                              | 19                                  | 239.19    | 18     |
| Катерина Рябова     | Жінки    | 61.82                                 | 16 Q                                  | 118.15                              | 15                                  | 179.97    | 15     |